# Chiesa di Santa Francesca Romana (Milano)

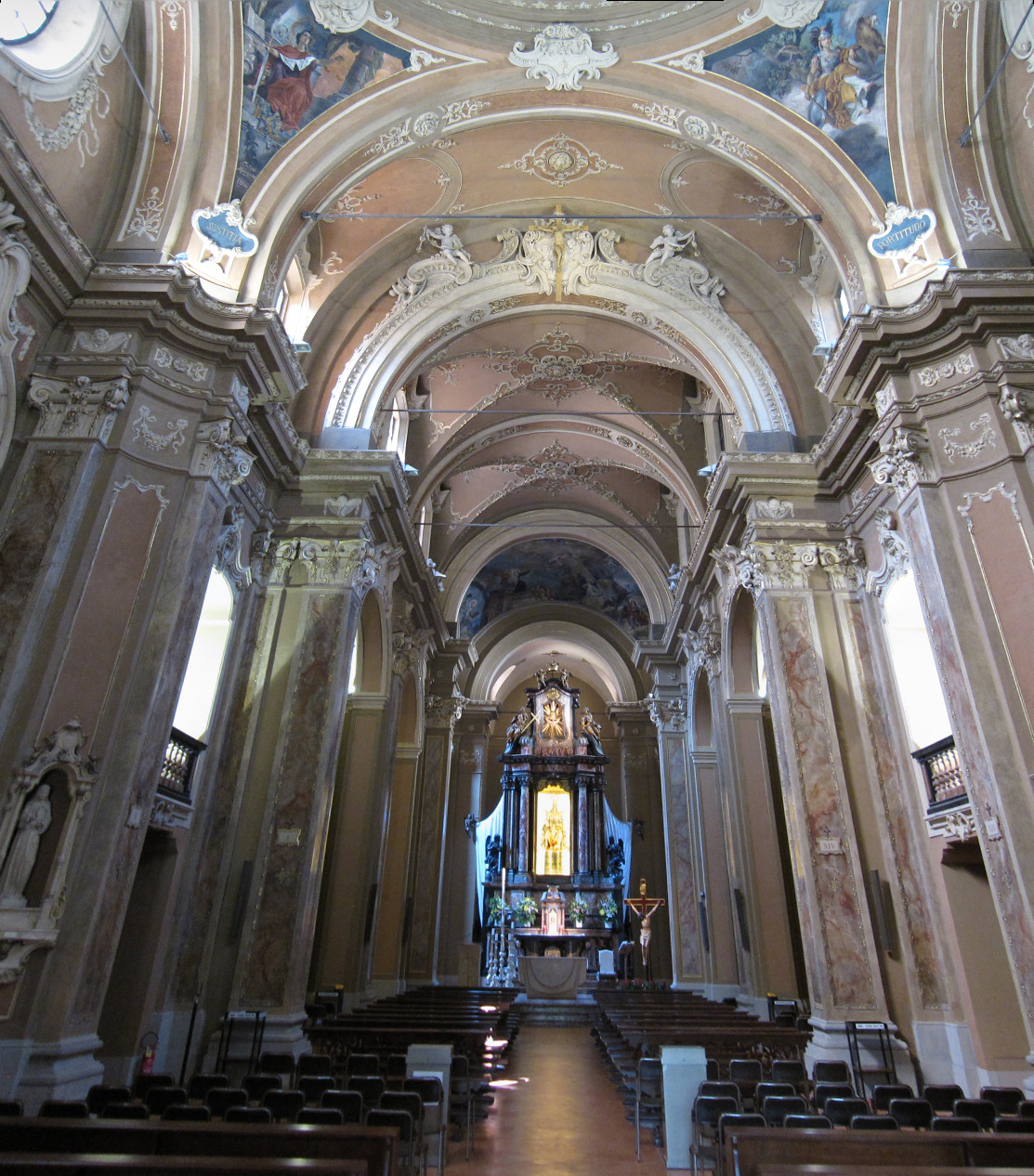
Interno

La chiesa di Santa Francesca Romana è un luogo di culto cattolico di Milano, situato nell'omonima piazza, nei pressi di Corso Buenos Aires, nel quartiere di Porta Venezia; è sede di parrocchia, retta dal clero diocesano.

## Storia
Originariamente utilizzata dall'Ordine degli agostiniani scalzi, fu costruita tra il 1662 e il 1720. Fu completata il 29 dicembre 1720 e consacrata il 28 aprile 1748.

## Descrizione
Architettonicamente è a navata unica e possiede delle piccole cappelle laterali. La facciata principale, rifatta nel XIX secolo, è divisa in due ordini architettonici, quello inferiore dorico e quello superiore corinzio. La porta di accesso principale è sovrastata da un timpano. All'interno la navata è caratterizzata da imponenti colonne laterali che sorreggono le volte a crociera, la cupola e la volta a vela sopra l'altare maggiore.